# Демократи 66
Демократи 66 (нід. Democraten 66, D66) — нідерландська соціал-ліберальна політична партія. Партія заснована 1966 року, тому й отримала таку назву. Партія має 7 місць у першій (Сенаті) та 24 місця в другій палаті (Палаті представників) Генеральних штатів та 2 місця із 25 виділених для Нідерландів у Європарламенті (входить до фракції Альянс лібералів і демократів за Європу). Демократи 66 входять до Альянсу лібералів і демократів за Європу та Ліберального інтернаціоналу.

## Історія
Демократи 66 були засновані 14 жовтня 1966. На парламентських виборах 1967 року партія отримала 4,5 % і 7 місць у другій палаті. На парламентських виборах 1971 року партія отримала ще чотири місця і сформувала опозиційний тіньовий кабінету з Партією праці і лівою християнською Політичною партією радикалів (PPR). Партія входила до урядових коаліцій у 1973—1977, 1981—1982, 1994—2002 і 2003—2006 роках.

## Ідеологія
Деякі з найважливіших напрямків політики партії включають в себе:
- Демократи 66 обстоюють змішану економіку, що поєднує ринкову економіку та державне втручання. Демократи 66 є також ініціатором підвищення гнучкості ринку праці і скорочення податків для нижчого і середнього класів.
- Демократи 66 пропонують збільшити державні витрати на освіту і інновації, наприклад, збільшення зарплати вчителям. Крім того, Демократи 66 хочуть дерегулювати сектор освіти і ввести конкуренцію в цьому секторі.
- Охорона довкілля є важливим питанням для партії. Демократи 66 сприяє збільшенню інвестицій в стійкий розвиток енергетики. Демократи 66, однак, за певних умов також сприяють ядерній енергетиці.
- Демократи 66 є соціал-ліберальною партією. В уряді Віма Кока, у якому вона брала участь, партія представила кілька «ліберальних» реформ, як-от легалізація евтаназії, одностатевих шлюбів і проституції.
- Демократи 66 є прихильником демократичних реформ, як-от виборчої реформи, обов'язкового референдуму, скасування першої палати парламенту і прямих вибори прем'єр-міністрів і мерів.
- Демократи 66 обстоюють федеральну Європу і більш широке європейське співробітництва з таких питань як охорона довкілля, імміграційна політика і зовнішня політика.
- В обмін на узгодження взаємної підтримки правоцентристськими законодавцями у другому кабінеті Балкененде, Демократи 66 допомогли їм у здійсненні реформи соціального забезпечення та охорони здоров'я, яка включала перешкоджання достроковому виходу на пенсію, реформування системи допомоги по непрацездатності, та запровадження ринкових сил у нідерландській системі охорони здоров'я.

## Участь у виборах

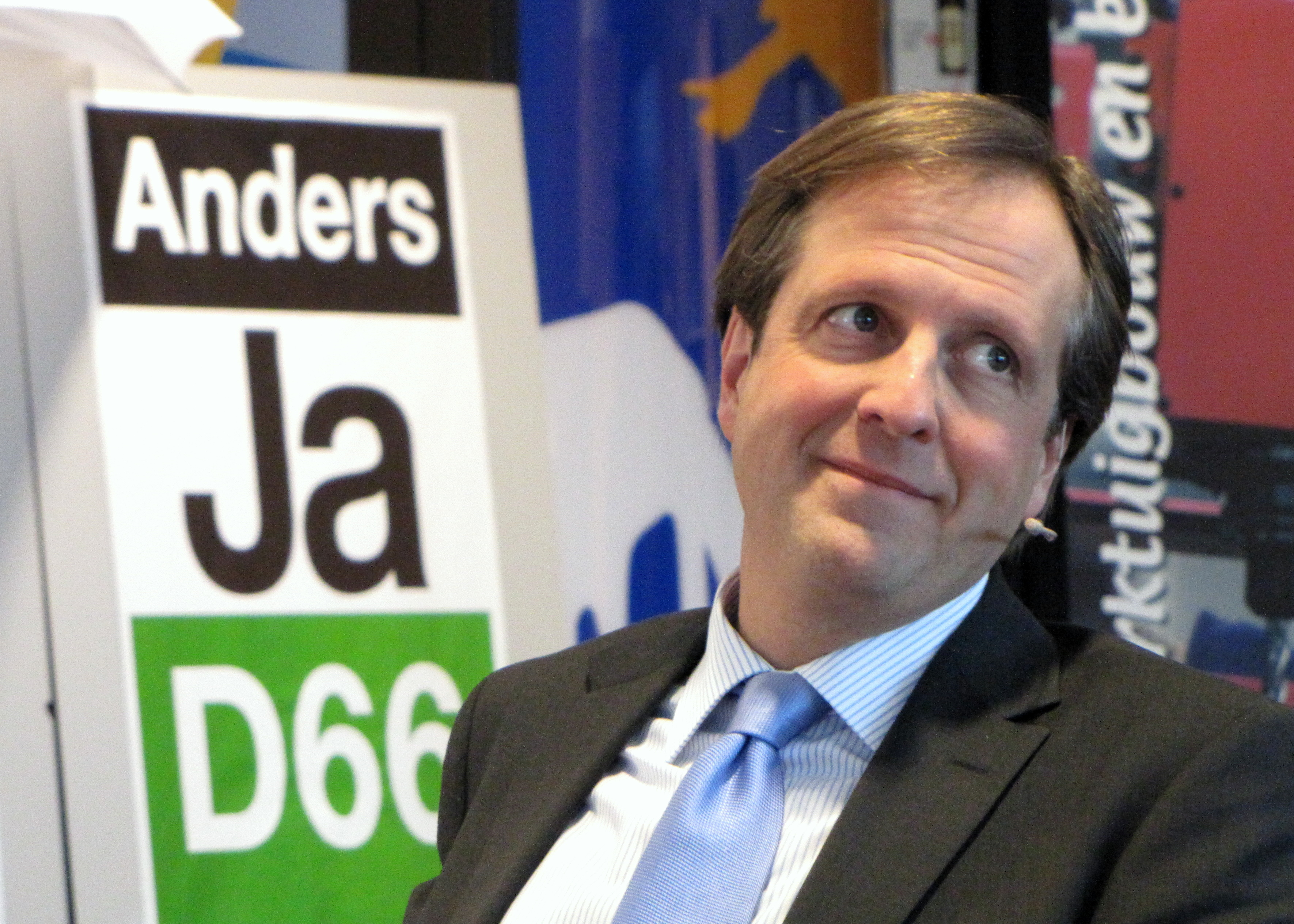
Лідер партії Олександр Пехтолд в лютому 2010 року

Участь у виборах до Палати представників Нідерландів:
- 1967 рік: 4,5 % — 7 місць
- 1971 рік: 6,8 % — 11 місць
- 1972 рік: 4,2 % — 6 місць
- 1977 рік: 5,4 % — 8 місць
- 1981 рік: 11,1 % — 17 місць
- 1982 рік: 4,3 % — 6 місць
- 1986 рік: 6,1 % — 9 місць
- 1989 рік: 7,9 % — 12 місць
- 1994 рік: 15,5 % — 24 місця
- 1998 рік: 9,0 % — 14 місць
- 2002 рік: 5,1 % — 7 місць
- 2003 рік: 4,1 % — 6 місць
- 2006 рік: 2,0 % — 3 місця
- 2010 рік: 6,9 % — 10 місць
- 2014 рік: 8,0 % — 12 місць
- 2016 рік: 12,2 % — 14 місць
- 2020 рік: 15,0 % — 24 місця

## Персоналії
- Сьорд Сьордсма